# Raymond Zondo

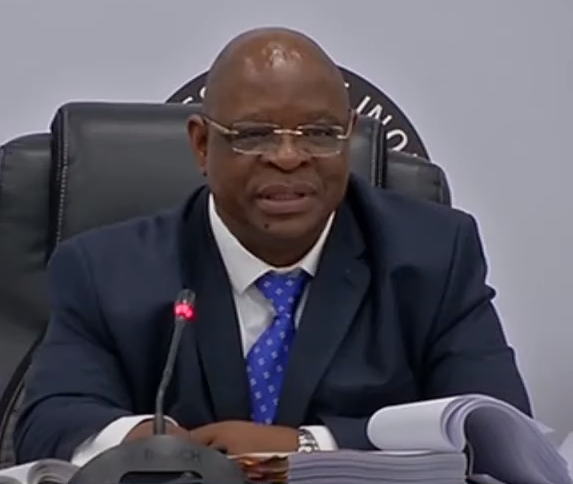
Raymond Zondo, 2019

Raymond Mnyamezeli Mlungisi „Ray“ Zondo (* 17. Mai 1960 in Ixopo) ist ein südafrikanischer Jurist und seit 2012 Richter am Verfassungsgericht der Republik Südafrika.

## Ausbildung und beruflicher Werdegang
Die schulische Ausbildung erhielt Zondo an der katholischen Schule seiner Heimatstadt. Hieran schloss sich das Studium der Rechtswissenschaften an der Universität Zululand an, das er 1983 abschloss. Anschließend wechselte er an die Universität von Natal, wo ihm 1986 der Bachelor of Laws verliehen wurde. Im Rahmen eines Aufbaustudiums erwarb er insgesamt drei Abschlüsse als Master of Laws an der Universität von Südafrika, nämlich mit der Fachrichtung Arbeitsrecht, Wirtschaftsrecht und Patentrecht. Nach Abschluss seiner akademischen Ausbildung begann er den praktischen Teil der Anwaltsausbildung in der Anwaltskanzlei von Victoria Mxenge in Durban. Nach deren Ermordung durch die geheime Polizeieinheit Vlakplaas wechselte er den Ausbildungsbetrieb und wurde schließlich 1989 als Rechtsanwalt zugelassen. Er gründete zusammen mit einem Partner eine eigene Kanzlei in Durban und praktizierte zunächst als Rechtsanwalt. 1991 war er Mitglied der Goldstone Commission. 1994 war Zondo wesentlich an der Fortentwicklung der Bestimmungen des südafrikanischen Arbeitsrechts beteiligt. Ein Jahr später wurde er zum Vorsitzenden der neu gegründeten Commission for Conciliation, Mediation and Arbitration gewählt. Zum 1. Februar 1997 übernahm er zunächst die Stelle eines kommissarischen Richters am Labour Court of South Africa, bevor er dort im November 1997 zum hauptamtlichen Richter bestellt wurde. Im April 1999 wechselte er an die Transvaal Provincial Division of the Supreme Court of South Africa in Pretoria, bevor er zum 1. August 1999 zunächst als kommissarischer und ab 1. Mai 2000 als hauptamtlicher Präsident an den Labour Court zurückkehrte. Nach dem Ende seiner Amtszeit kehrte er 2010 an den North Gauteng High Court zurück. Zum 1. November 2011 wurde er auf eine Stelle als kommissarischer Richter an das Verfassungsgericht der Republik Südafrika berufen. Am 13. August 2012 ernannte ihn Jacob Zuma schließlich zum hauptamtlichen Richter am Verfassungsgericht.
2018 berief ihn der neugewählte Präsident Cyril Ramaphosa als Vorsitzenden Richter in die Commission of Inquiry into State Capture, die die Einflussnahme der Gupta-Familie auf die Führung des Staatswesens untersuchen soll. Die auch Zondo Commission genannt Kommission soll rund zwei Jahre lang tagen.